# 山本直良

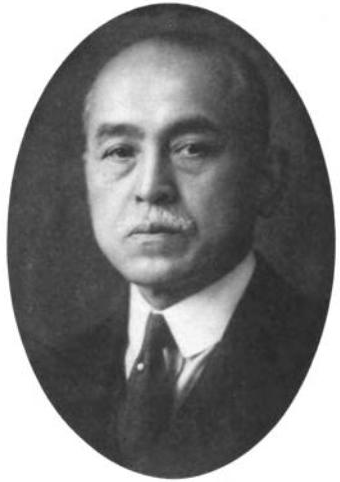
山本直良

山本 直良（やまもと なおよし、1870年3月26日（明治3年2月25日） - 1945年）は、日本の実業家。公爵岩倉具視家の元家扶、日本郵船など多くの企業の役員を務め、三笠ホテルを創業した。

## 経歴
小浜藩士で岩倉具視の側近だった山本直成の二男として生まれる。東京帝国大学農学部卒業後、千歳海上火災再保険に入社。日本郵船監査、明治製菓役員などの要職を歴任。1897年（明治30年）丁酉銀行創立に伴い頭取に就任した。
長野県北佐久郡軽井沢町に三笠ホテルを建設している。大正11年には、南米企業組合代表者として、山科礼蔵を団長とする南米実業視察団に参加、翌年帰国。

## 家族

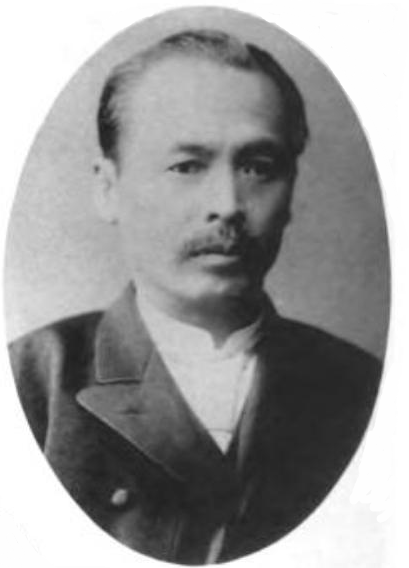
父の山本直成

妻の山本愛は有島武郎の妹。息子のひとりが指揮者の山本直忠。直忠の長男が作曲家・指揮者の山本直純である。もうひとりの息子、山本直正の妻は、与謝野鉄幹と与謝野晶子の次女の七瀬。